# San Zenone al Lambro
San Zenone al Lambro je italská obec v provincii Milano v oblasti Lombardie.
V roce 2012 zde žilo 4 242 obyvatel.

## Sousední obce
Casaletto Lodigiano (LO), Cerro al Lambro, Lodi Vecchio (LO), Salerano sul Lambro (LO), Sordio (LO), Tavazzano con Villavesco (LO), Vizzolo Predabissi

## Vývoj počtu obyvatel
Zdroj: 